# Грегорио Фуентес
Грегорио Фуентес (шп. Gregorio Fuentes; Аресифе, 11. јул 1897 — Кохимар, 13. јануар 2002) је био кубански бродски капетан. Тврди се да је био инспирација Ернесту Хемингвеју за роман „Старац и море“. Грегорио је умро на Куби у својој 104. години.